# شهرک نورد
شهرک نَوَرد شهرکی در حومهٔ اهواز است که منازل سازمانی کارکنان گروه ملی صنعتی فولاد ایران اهواز در آن قرار دارد. این شهرک در کنار مجموعهٔ صنعتی گروه ملی و جادهٔ اصلی خرمشهر قرار گرفته است.
باشگاه نورد که درون شهرک قرار دارد؛ زمانی تیم‌های بوکس و والیبال آن در سطح خوزستان مطرح بودند.